# Liste von Brückenbauten mit Beteiligung von Charles Conrad Schneider

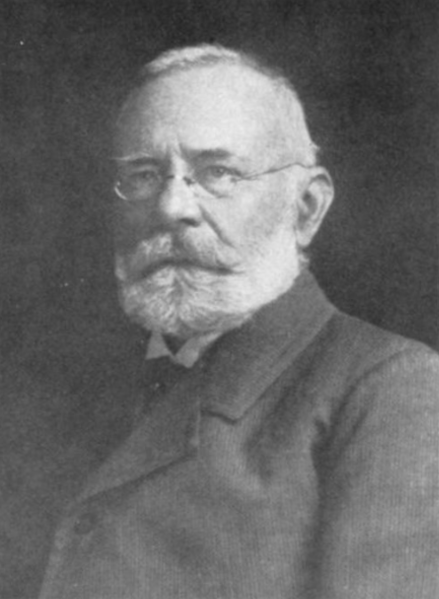
C.C. Schneider

Die Liste von Brückenbauten mit Beteiligung von Charles Conrad Schneider führt chronologisch die Brückenbauprojekte auf, an denen Charles Conrad Schneider (1843–1916) maßgeblich in seiner circa 45-jährigen Karriere beteiligt war. Die Liste stützt sich hauptsächlich auf den Nachruf im Engineering Record von 1916, die biographische Denkschrift der National Academy of Sciences aus dem Jahre 1917 sowie die Abhandlung zu den Pencoyd Iron Works – wo Schneider von 1886 bis 1900 als Chefingenieur tätig war – von Kevin Righter von 2020. Aufnahme fanden nur Brücken, wo der Beitrag von Schneider am Entwurf oder Bau belegbar ist. Aufgrund seiner vielfältigen Tätigkeiten als leitender oder beratender Ingenieur für Bauunternehmen und Eisenbahngesellschaften sind Beteiligungen an weiteren Brückenbauprojekten anzunehmen.   

## Bauprojekte und Partnerschaften
Charles Conrad Schneider stammte aus Apolda in Thüringen und studierte an der Königlichen Gewerbschule in Chemnitz (heute TU Chemnitz) Maschinenbau, wo er 1864 seinen Abschluss machte. Drei Jahre später wanderte er in die Vereinigten Staaten aus und fand Anstellung bei den Rogers Locomotive and Machine Works in Paterson, New Jersey. Von 1871 bis 1878 arbeitete er für die Michigan Bridge and Construction Company, die Erie Railroad und die Delavare Bridge Company, wo er an der Konstruktion von Eisenbahnbrücken beteiligt war. Im August 1878 gründete er sein eigenes Ingenieurbüro in New York City und entwarf in den 1880er Jahren mit George S. Morison mehrere Fachwerkbrücken über den Missouri River und mit der Niagara Cantilever Bridge (1883) und der CPR Cisco Bridge (1884) zwei der ersten Gerberträger-Brücken in den USA und Kanada. Aus dieser Zeit stammt auch sein Entwurf der Washington Bridge, nach dem die Bogenbrücke bis 1888 über den Harlem River in New York City errichtet wurde.
Von 1886 bis 1900 war Schneider Chefingenieur der neu gegründeten Brückenbauabteilung der Pencoyd Iron Works in Pennsylvania, die während seiner Wirkperiode über 70 Brücken herstellte und auch teils selber entwarf. Schneider spezialisierte sich unter anderem auf Drehbrücken, entwarf hier auch mehrere eigene Konstruktionen und erhielt 1908 die Norman Medal der ASCE für seine Abhandlung über bewegliche Brücken (Movable Bridges). Nach der Übernahme der Pencoyd Iron Works durch die American Bridge Company 1900 war Schneider als beratender Ingenieur (Consulting Ingineer) für das Unternehmen sowie für die Canadian Pacific Railway tätig und entwarf in seinen letzten Lebensjahren zusammen mit Frederick C. Kunz noch die Reversing Falls Bridge (1915) über den Saint John River in New Brunswick, Kanada. Zudem war er an der Untersuchungskommission nach dem Einsturz der Québec-Brücke beteiligt und ab 1911 Mitglied des Board of Engineers für den Neubau, dessen Fertigstellung er nicht mehr erlebte.

## Brückenbauten
- Name: Name der Brücke entsprechend dem Lemma in der deutschsprachigen Wikipedia.
- Fertigstellung: Jahr der Fertigstellung der Brücke. Planungs- und Baubeginn sowie Engagement von Schneider können mehrere Jahre davor liegen, Angaben sind den Hauptartikeln oder Einzelnachweisen zu entnehmen. Bei Umbauten oder Erweiterungen sowie späteren Neubauten ist in Klammern das Jahr der ursprünglichen Errichtung bzw. des Neubaus angegeben.
- Brückentyp: Konstruktionsform der Brücke. Einige Brücken sind Kombinationen mehrerer unterschiedlicher Tragwerke und zusätzlich können bewegliche Brückenabschnitte integriert sein. Balkenbrücken für die Zufahrten werden i. d. R. nicht berücksichtigt.
- Längste Spannweite: Längste Spannweite zwischen den tragenden Elementen wie Widerlager oder Brückenpfeiler, bei Bogenbrücken der Abstand zwischen den Bogenenden an den Kämpfern.
- Gesamtlänge: Gesamtlänge der Brücke bzw. Teilabschnitte zwischen den Widerlagern, i. d. R. einschließlich der Zufahrten.
- Auftraggeber: Unternehmen oder Behörde die Schneider engagiert hat.
- Funktion von Schneider: Art der Beteiligung von Schneider am Bauprojekt. Als Chefingenieur (chief engineer) war er als leitender Ingenieur für den Entwurf und die Ausführung der Brücke verantwortlich.
- Beteiligte Ingenieure/Architekten: Bekannte beteiligte Ingenieure und Architekten am Bauprojekt sowie deren Funktion bzw. Beitrag.

Die Angaben zu Brücken, die noch keinen Artikel in der deutschsprachigen Wikipedia haben, sind durch die unter Name angeführten Einzelnachweise referenziert. Sollten einzelne Angaben in der Tabelle nicht über die Hauptartikel referenziert sein, so sind an der entsprechenden Stelle zusätzliche Einzelnachweise angegeben.
| Bild | Name                           | Fertigstellung       | Lage                                                      | Brückentyp                    | längste Spannweite | Gesamtlänge | Auftraggeber                                                     | Funktion von Schneider                                                  | Beteiligte Ingenieure/ Architekten                             |
| --- | ------------------------------ | -------------------- | --------------------------------------------------------- | ----------------------------- | ------------------ | ----------- | ---------------------------------------------------------------- | ----------------------------------------------------------------------- | -------------------------------------------------------------- |
| | Rockville Bridge               | (1849) 1877 (1902)   | Rockville (Pennsylvania) - Marysville (Pennsylvania)      | Fachwerkbrücke                | 048 m              | 1121 m      | Pennsylvania Railroad                                            | Entwurf (Delaware Bridge Company)                                       |                                                                |
| | Plattsmouth Railroad Bridge    | 1880 (1903) (2013)   | Mills County (Iowa) - Plattsmouth (Nebraska)              | Fachwerkbrücke                | 123 m              | 0907 m      | Chicago, Burlington and Quincy Railroad                          | Assistenz-Ing.                                                          | George S. Morison (Chefingenieur)                              |
| | Missouri River High Bridge     | 1882 (1905)          | Bismarck (North Dakota) - Mandan (North Dakota)           | Fachwerkbrücke                | 122 m              | 0465 m      | Northern Pacific Railway                                         | Assistenz-Ing.                                                          | George S. Morison (Chefingenieur) Ralph Modjeski (Neubau 1905) |
| | Blair Crossing Bridge          | 1883 (1924)          | Harrison County (Iowa) - Blair (Nebraska)                 | Fachwerkbrücke                | 102 m              | 0468 m      | Sioux City and Pacific Railroad                                  | Assistenz-Ing.                                                          | George S. Morison (Chefingenieur)                              |
| | Marent Gulch Trestle           | 1883 (1885) (1927)   | Missoula County (Montana)                                 | Trestle-Brücke                | 015 m              | 0264 m      | Northern Pacific Railway                                         | Entwurf                                                                 | George S. Morison (Brücke von 1885)                            |
| | Niagara Cantilever Bridge      | 1883 (1925)          | Niagara Falls (Ontario) - Niagara Falls (New York)        | Fachwerk-Gerberträgerbrücke   | 151 m              | 0276 m      | Niagara River Bridge Company                                     | Chefingenieur                                                           |                                                                |
| | CPR Cisco Bridge               | 1884 (1910)          | Lytton (British Columbia)                                 | Fachwerk-Gerberträgerbrücke   | 096 m              | 0160 m      | Canadian Pacific Railway                                         | Entwurf                                                                 |                                                                |
| | Stoney Creek Bridge            | 1885 (1893) (1929)   | Revelstoke (British Columbia) - Golden (British Columbia) | Fachwerkbrücke                | 052 m              | 0140 m      | Canadian Pacific Railway                                         | Entwurf                                                                 |                                                                |
| | Washington Bridge              | 1888                 | New York City                                             | Bogenbrücke                   | 155 m              | 0508 m      | Harlem River Bridge Commission                                   | original Entwurf (leicht abgeändert gebaut)                             | William Rich Hutton (Chefingenieur)                            |
| | Dutch Kills Swing Bridge       | (1880) 1893          | New York City                                             | Drehbrücke                    | 59 m               | ca. 60 m    | Long Island Rail Road                                            | Chefingenieur der Pencoyd Iron Works (Entwurf 1880 u. 1893)             |                                                                |
| | Delair Bridge                  | 1896 (1960)          | Pennsauken Township (New Jersey) - Philadelphia           | Fachwerkbrücke mit Drehbrücke | 162 m              | 1340 m      | Pennsylvania Railroad                                            | Chefingenieur der Pencoyd Iron Works (Entwurf der Drehbrücke)           | William H. Brown (Chefingenieur PRR)                           |
| | Maiden Lane Bridge             | (1872) 1900 (1960er) | Rensselaer (New York) - Albany (New York)                 | Fachwerkbrücke mit Drehbrücke | 055 m              | 0488 m      | Hudson River Bridge Company                                      | Chefingenieur der Pencoyd Iron Works (Entwurf der Drehbrücke)           | William Rich Hutton (Chefingenieur)                            |
| | Lethbridge Viaduct             | 1909                 | Lethbridge (Alberta)                                      | Trestle-Brücke                | 051 m              | 1624 m      | Canadian Pacific Railway                                         | beratender Ingenieur                                                    | John Edward Schwitzer (Chefingenieur CPR)                      |
| | Pont Ferroviaire Saint-Laurent | (1887) 1913          | Montreal - Kahnawake                                      | Fachwerkbrücke                | 124 m              | 1115 m      | Canadian Pacific Railway                                         | beratender Ingenieur                                                    | Phillips Bathurst Motley (Brückeningenieur CPR)                |
| | Reversing Falls Bridge         | 1915                 | Saint John (New Brunswick)                                | Bogenbrücke                   | 172 m              | 0199 m      | Provincial Government of New Brunswick                           | Entwurf zusammen mit Frederick C. Kunz                                  |                                                                |
| Das Bild zeigt die berühmte Pont de Québec, die größte Auslegerbrücke der Welt. Sie überspannt ein Gewässer, und im Vordergrund ist ein Segelboot zu sehen. Die Brücke besteht aus Stahl und hat eine komplexe Gitterstruktur, die ihre beeindruckende Größe und Stabilität betont. Sie verbindet zwei Landmassen, die von grüner Vegetation bedeckt sind. Der Himmel ist klar mit ein paar Wolken, und das Wasser ist ruhig. Zudem sind einige Bojen im Wasser sichtbar. Das Bild wurde von einer grasbewachsenen Stelle aus aufgenommen, die im Vordergrund auch einige Felsen und Pflanzen zeigt. | Québec-Brücke                  | 1919                 | Stadt Québec - Lévis (Provinz Québec)                     | Fachwerk-Gerberträgerbrücke   | 549 m              | 0987 m      | Dominion Government of Canada, Quebec Bridge and Railway Company | Report on Design of Quebec Bridge (1908) Board of Engineers (seit 1911) | Ralph Modjeski (Chefingenieur Neubau)                          |